# Zaproszenie dla rewolwerowca
Zaproszenie dla rewolwerowca (ang. Invitation to a Gunfighter) – amerykański western z 1964 z Yulem Brynnerem w roli głównej. W filmie zagrali także: George Segal, Janice Rule i Pat Hingle.

## Obsada
- Yul Brynner – Jules Gaspard d'Estaing
- George Segal – Matt Weaver
- Janice Rule – Ruth Adams
- Pat Hingle – Sam Brewster
- Clifford David – Crane Adams
- Alfred Ryder – dr Barker
- Bert Freed – szeryf
- John A. Alonzo – Manuel, meksykański przyjaciel Weavera
- Mike Kellin – Tom
- Brad Dexter – Kenarsie
- Strother Martin(inne języki) – Fiddler
- Curt Conway – McKeever
- Gerald Hiken – Gully
- Clifton James – Tuttle
- Gertrude Flynn – Hannah Guthrie
- Dal Jenkins – Dancer
- Russell Johnson – John Medford

i inni...

## Zarys fabuły
Miasteczko w stanie Nowy Meksyk, rok 1865. Po zakończeniu wojny secesyjnej walczący po stronie konfederatów Matt Weaver wraca do domu. Na miejscu okazuje się, że jego farma została sprzedana przez nieuczciwego bankiera rządzącego miastem Sama Brewstera, a jego dawna ukochana Ruth podczas jego nieobecności poślubiła innego mężczyznę. Niechęć mieszkańców do Weavera potęguje fakt, iż większość z nich w czasie wojny popierała unionistów. Matt postanawia nie rezygnować tak łatwo ze swojej własności i przeciwstawić się Brewsterowi i jego ludziom. Tymczasem w miasteczku pojawia się tajemniczy rewolwerowiec Jules Gaspard d'Estaing.